# Josefine Paul
Josefine Paul (ur. 2 marca 1982 w Helmstedt) – niemiecka polityk i politolog, działaczka Sojuszu 90/Zieloni, deputowana do Landtagu Nadrenii Północnej-Westfalii, minister w rządzie Nadrenii Północnej-Westfalii, członek Bundesratu.

## Życiorys
W 2001 roku zdała egzamin maturalny. W latach 2001–2008 studiowała historię, socjologię i nauki polityczne na Uniwersytecie Technicznym w Brunszwiku oraz na Uniwersytecie Westfalskim w Münster. W latach 2008–2009 była referentką ds. kobiet i członków zarządu w strukturach Sojuszu 90/Zieloni w Dolnej Saksonii, a następnie, w latach 2009–2010, pracowała jako nauczycielka zastępcza przedmiotu wiedza o polityce w gimnazjum Leibniz w Dortmundzie.
Wstąpiła do Sojuszu 90/Zieloni w 1999 roku. W latach 2002–2004 zasiadała w zarządzie organizacji młodzieżowej partii w Dolnej Saksonii, a w latach 2005–2006 pełniła funkcję członkini zarządu organizacji młodzieżowej w Nadrenii Północnej-Westfalii. W latach 2007–2009 była członkinią zarządu Sojuszu 90/Zieloni w okręgu Münster.
Od 2010 roku jest deputowaną do Landtagu Nadrenii Północnej-Westfalii. W latach 2010–2012 oraz 2015–2020 była wiceprzewodniczącą klubu parlamentarnego Zielonych w Landtagu. W latach 2017–2020 pełniła także funkcję kierowniczki biura klubu parlamentarnego. W latach 2020–2022 przewodniczyła frakcji parlamentarnej Zielonych w Landtagu Nadrenii Północnej-Westfalii.
29 czerwca 2022 roku objęła urząd ministra ds. dzieci, młodzieży, rodziny, równości, uchodźstwa i integracji Nadrenii Północnej-Westfalii. Od 30 czerwca 2022 roku zasiada w Bundesracie jako przedstawicielka tego kraju związkowego.